# Nina Kläy
Nina Kläy (12 settembre 1989) è una taekwondoka svizzera.

## Palmarès
- Mondiali

Puebla 2013: bronzo nei 52 kg.
- Europei

Bonn 2006: argento nei 59 kg;
Baku 2014: oro nei 62 kg.